# San José Guatemala
San José Guatemala är en ort i Mexiko.   Den ligger i kommunen San Marcos och delstaten Guerrero, i den södra delen av landet, 300 km söder om huvudstaden Mexico City. San José Guatemala ligger 9 meter över havet och antalet invånare är 424.
Terrängen runt San José Guatemala är platt. Havet är nära San José Guatemala åt sydväst.  Närmaste större samhälle är Lomas de Chapultepec, 3,3 km nordväst om San José Guatemala. 